# Grammatobothus krempfi
 Grammatobothus krempfi és un peix teleosti de la família dels bòtids i de l'ordre dels pleuronectiformes.

## Morfologia
Pot arribar als 18 cm de llargària total.

## Distribució geogràfica
Es troba a les costes del Vietnam i Taiwan.